# Ilhas Turcas e Caicos
As Ilhas Turcas e Caicos (em inglês, Turks and Caicos Islands) são um território britânico ultramarino dependente do Reino Unido, localizadas ao norte da ilha Hispaniola (onde se encontram o Haiti e a República Dominicana), no mar do Caribe (Caraíbas), e compostas por dois grupos de ilhas tropicais do arquipélago Lucaiano: as ilhas Caicos (maiores) e as ilhas Turcas (menores). São conhecidas principalmente pelo turismo e como sendo um paraíso fiscal. A população total é de cerca de 31 500 habitantes, 27 000 dos quais vivem em Providenciales, nas ilhas Caicos.
O nome "Ilhas Turcas" deve-se à abundância natural, no arquipélago, de uma certa espécie de cacto cuja forma recorda um fez turco. "Caicos" são "baixios ou recifes grandes que chegam às vezes a formar ilhotas".
As Ilhas Turcas e Caicos ficam a sudeste de Mayaguana, nas Bahamas e a norte da ilha Hispaniola. Cockburn Town, a capital desde 1766, situa-se na Grande Turca, a cerca de 1 042 km a és-sudeste de Miami, nos Estados Unidos. As ilhas têm um total de 430 km². São geograficamente contíguas com as Bahamas, mas politicamente separadas destas.
O primeiro avistamento registado das ilhas hoje conhecidas como Turcas e Caicos ocorreu em 1512. Nos séculos seguintes, as ilhas foram reivindicadas por diversas potências europeias, tendo o Império Britânico acabado por controlá-las. Durante muitos anos foram governadas indiretamente através das Bermudas, das Bahamas e da Jamaica. Desde que as Bahamas se tornaram independentes em 1973, as ilhas receberam o seu próprio governador e permaneceram um território ultramarino britânico autónomo separado até hoje. Em agosto de 2009, o Reino Unido suspendeu a autonomia das Ilhas Turcas e Caicos no seguimento de alegações de corrupção ministerial. A autonomia foi restaurada após as eleições gerais de 2012.

## História
As Ilhas Turcas e Caicos receberam esta denominação devido à existência de muitos melocactus, que em inglês são denominados "Turk's-cap cactus", e devido ao termo caya hico, que entre os lucaianos significa conjunto de ilhas. Os primeiros habitantes das ilhas foram o povo indígena Taíno, que atravessou o mar do caribe da Ilha de Hispaniola entre 500 e 800 A.C. Em conjunto com outros indígenas Taíno, que migraram da Ilha de Cuba para o Sul das Ilhas Bahamas à mesma época, ambos os povos se desenvolveram como "lucaianos". Por volta de 1 200 D.C, as Ilhas Turcas e Caicos foram recolonizadas por Taínos originários da Ilha de Hispaniola.
Após a chegada dos espanhóis nas Ilhas, no ano de 1492, estes passaram a capturar os indígenas Taíno e os lucaianos como escravos (tecnicamente, como trabalhadores para o sistema da encomienda), de modo a substituir a já diminuída e enfraquecida população nativa da Ilha de Hispaniola. Consequentemente, por volta de 1513 as Ilhas Bahamas localizadas mais ao Sul e as Ilhas Turcas e Caicos foram totalmente despovoadas, restando assim até o século XVII.
O primeiro europeu a documentar a existência das Ilhas foi o conquistador espanhol Juan Ponce de León, que o fez em 1512. Durante os séculos XVI, XVII e XVIII, as ilhas passaram pelos controles espanhol, francês e britânico, embora nenhum dos três jamais tenham estabelecido uma colônia fixa no local.

### Colonização
Por volta de 1680, coletores de sal das Ilhas Bermudas se assentaram nas ilhas. Por diversas décadas ao longo do século XVIII, as ilhas se tornaram esconderijos populares dos piratas. Entre os anos de 1765 e 1783, as ilhas estiveram sob ocupação francesa. Após a Guerra de Independência dos Estados Unidos (1775–1783), grupos de combatentes leais à Grã-Bretanha fugiram para as colônias caribenhas, sendo alguns deles os primeiros colonizadores das ilhas Turcas e Caicos. Lá, desenvolveram plantações de algodão como importante fonte de renda, até tais terras serem desapropriadas para o desenvolvimento da crescente indústria do sal.
Em 1799, as Ilhas Turcas e Caicos foram anexadas pela Grã-Bretanha como parte das Ilhas Bahamas. À época, o sal marinho processado era uma das commodities mais exportadas pelas Índias Orientais, com o trabalho sendo realizado por escravos africanos. Ao longo do século XIX, o sal continuou a ser uma importante commodity.
Em 1807, a Grã-Bretanha proibiu o tráfico de escravos e, em 1833, proibiu a escravidão em suas colônias. Navios britânicos algumas vezes interceptaram navios negreiros no Caribe, e alguns deles naufragaram na costa das ilhas. Em 1837, o Esperanza, um navio negreiro português, naufragou nas Ilhas Caicos do Leste, uma das maiores ilhas. A tripulação e 200 negros africanos capturados sobreviveram, e parte destes náufragos pode ter estado entre os 189 africanos para os quais os colonizadores britânicos deram liberdade para colonizar as ilhas entre 1833 e 1840.
Em 1841, o Trovador, um navio negreiro espanhol ilegal, naufragou perto da costa das Ilhas Caicos do Leste. Os 20 homens da tripulação e os 192 africanos capturados sobreviveram, e os oficiais da colônia britânica os libertaram, e realizaram os procedimentos necessários para que 168 deles recebessem, por um ano, o cargo de aprendiz dos proprietários de terra na Ilha de Grande Turca. Isto aumentou a pequena população da colônia em 7% e gerou uma explosão demográfica momentânea. Já os outros 24 africanos sobreviventes foram levados à Nassau, junto com a tripulação espanhola, que foi presa no consulado cubano e processada no país. Uma carta de 1878 documenta que os Africanos do Trovador" e seus descendentes constituíram uma parcela essencial da "população proletária" das ilhas.

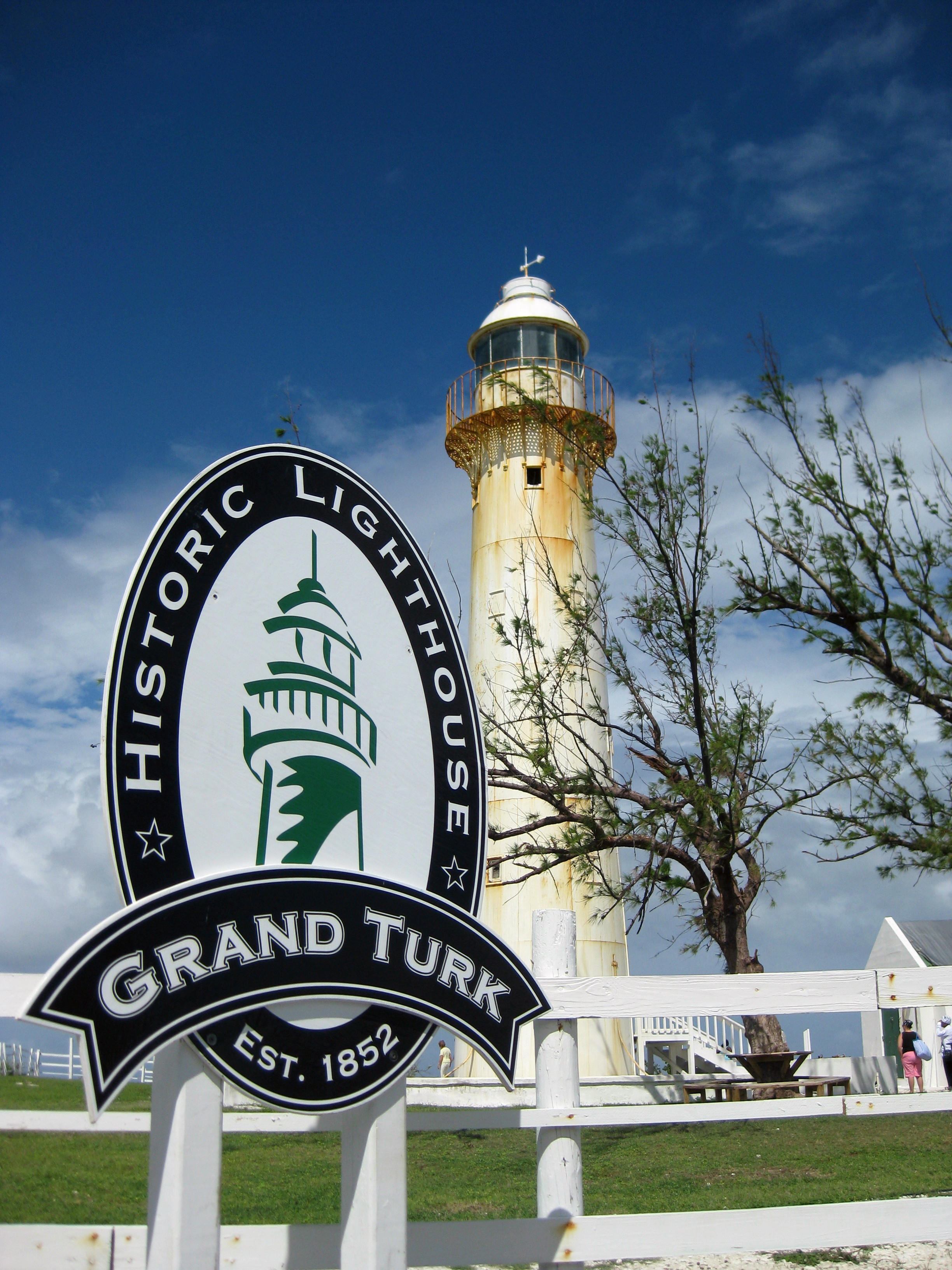
The O Farol de 1852 na Ilha de Grande Turca

Em 2004, arqueologistas marinhos ligados ao Museu Nacional das Ilhas Turcas e Caicos encontraram um navio afundado, denominado "Barco da Pedra Preta", cuja pesquisa subsequente sugeriu que poderia ser o Trovador. Em Novembro de 2008, uma expedição de uma cooperativa de arqueologia marinha fundada pela Agência Nacional de Administração Oceânica e Atmosférica dos Estados Unidos (NOAA) confirmou que o navio tem artefatos com estilo e data de produção que os conecta ao Trovador.

### Reorganização Política
Em 1848, a Grã-Bretanha determinou que as Ilhas Turcas e Caicos seriam uma colônia separada, submetida a um Presidente Conselheiro. Em 1873, as ilhas se tornaram colônia da Jamaica, e em 1894 o oficial-chefe da colônia teve sua denominação alterada para comissionário. Em 1917 o Primeiro Ministro canadense Robert Borden sugeriu que as Ilhas Turcas e Caicos fossem anexadas ao Canadá, mas a sua sugestão foi rechaçada pelo Primeiro Ministro britânico, David Lloyd George. As ilhas continuaram dependentes da Jamaica até 1959.
Em 4 de julho de 1959, as ilhas foram mais uma vez definidas como uma colônia separada, sendo o último comissionário denominado administrador. O governador da Jamaica continuou, então, como governador das ilhas. Quando a Jamaica obteve a sua independência da Grã-Bretanha em agosto de 1962, as Ilhas Turcas e Caicos se tornaram uma colônia da Coroa. Assim, a partir de 1965, o governador das Bahamas acumulava o cargo de governador das ilhas.
Quando as ilhas Bahamas obtiveram sua independência em 1973, as Ilhas Turcas e Caicos obtiveram o direito de ter seu próprio governador. Em 1974, Max Saltsman, líder do Novo Partido Democrático canadense, tentou usar a sua prerrogativa legislativa para anexas as ilhas ao Canadá, mas tal proposição não foi aprovada pela Câmara dos Comuns canadense.
Desta forma, desde agosto de 1976 as ilhas têm seu próprio governo, chefiado por um ministro-chefe, sendo o primeiro James Alexander George Smith McCartney.
Entretanto, os problemas políticos das ilhas no começo do século XXI, com denúncias de corrupção por parte do governo, resultaram na promulgação de uma nova constituição em 2006. Tal constituição autorizou, em 2009, que o Reino Unido passasse a controlar o governo local, tornando as ilhas Território Ultramarino do Reino Unido.
Em 2013, ressurgiu o interesse em anexar as Ilhas Turcas e Caicos pelo Canadá, quando o senador canadense Peter Goldring se reuniu com o primeiro ministro das ilhas, Rufus Ewink, em um coquetel no hotel Westin Harbour Castle, em Toronto, Canadá.
Atualmente, as ilhas são um dos 16 territórios não autônomos sob supervisão do Comitê de Descolonização das Nações Unidas, com o fim de eliminar o colonialismo.

## Geografia

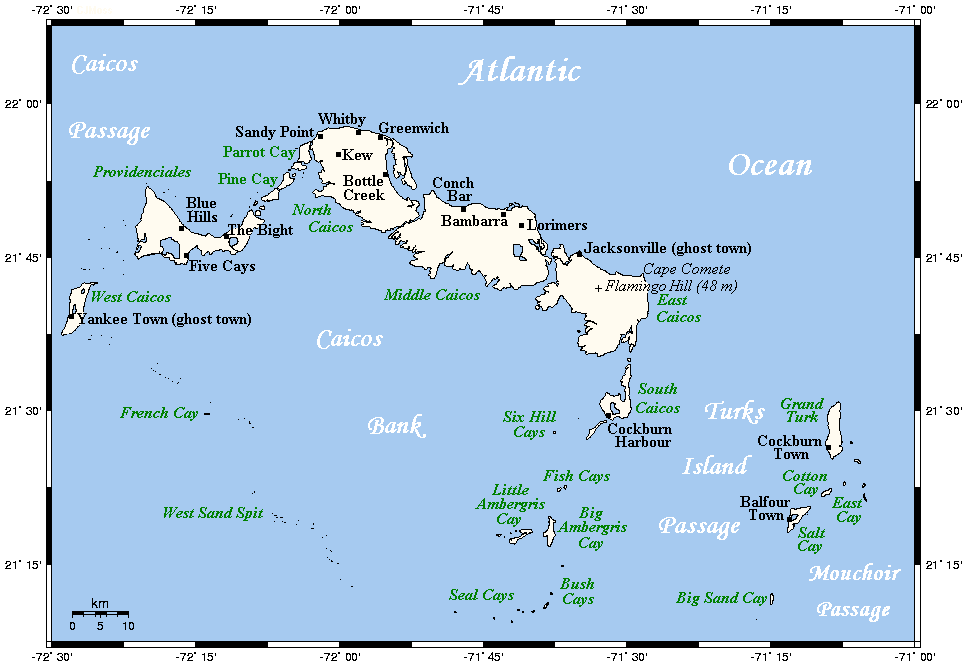
Mapa das Ilhas Turcas e Caicos.

Os dois grupos de ilhas, separados entre si pelo Estreito de Turcas estão localizados no Oceano Atlântico Norte, a sudeste das Ilhas Bahamas e a norte da Ilha de Hispaniola, aproximadamente a 1 000 km da Cidade de Miami, nos Estados Unidos, com as seguintes coordenadas geográficas: 21º45'N 71º35W. As ilhas são consideradas geograficamente contíguas às Ilhas Bahamas, ambas formando o denominado Arquipélago Lucaiano. As Ilhas Caicos são separadas das Ilhas Bahamas mais próximas, Mayaguana e Grande Inagua, pelo Estreito de Caicos.
As oito principais ilhas e as outras 299 ilhas menores possuem uma área total de 616 km quadrados, tendo sua composição primária feita de calcário liso, extensos pântanos, mangues e 332 km quadrados de praias. Embora o clima seja normalmente seco e ensolarado, as ilhas estão na rota dos furacões em determinada parte do ano. Ainda, possuem poucos recursos minerais de água doce, levando à necessidade de construção de cisternas particulares para coleta de água da chuva para consumo próprio. Os seus recursos naturais primários são a lagosta, o caramujo e outros frutos do mar.

### Ilhas Turcas

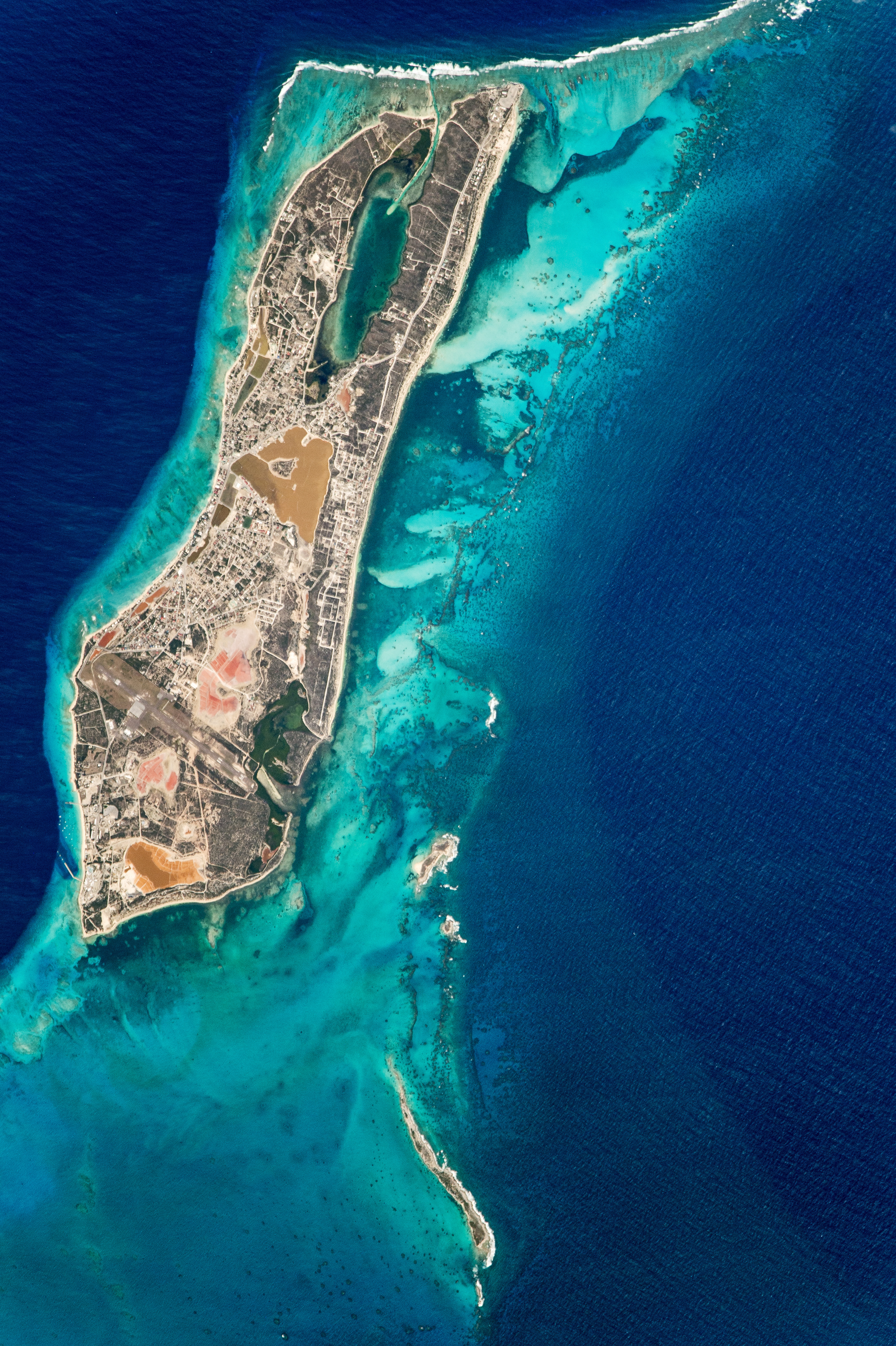
A ilha Grand Turca vista a partir do espaço.

As Ilhas Turcas estão separadas das Ilhas Caicos pelo Estreito das Ilha Turca, que possui mais de 2 200 m de profundidade. As ilhas formam uma cadeia no sentido norte-sul, e possuem área total de 324 km2. Conforme o censo de 2012, a sua população era de 4939 habitantes nas duas principais ilhas, as únicas habitadas do grupo:
- Grand Turca, na qual fica localizada a capital do território, Cockburn Town (com área de 17,39 km2, e população de 4831 habitantes); e
- Salt Cay (com área de 6,74 km2 e população de 108 habitantes).

### Elevação de Mouchoir
A 25 km a leste das Ilhas Turcas e separado delas pelo Estreito de Mouchoir, está a Elevação de Mouchoir. Embora não possua penínsulas ou ilhotas, algumas áreas são bem rasas e permitem que as ondas quebrem. A Elevação de Mouchoir faz parte da Zona Econômica Exclusiva, e tem área de 960 km quadrados. Duas outras elevações mais a leste, a Silver e a Navidad, são consideradas geograficamente contíguas, embora pertençam à República Dominicana.

### Ilhas Caicos
A maior ilha deste grupo é Middle Caicos, vagamente habitada, possuindo 144 km2 de área e uma população de 168 habitantes, conforme o censo de 2012. A ilha mais habitada é Providenciales, com seus 23 769 habitantes em 2012, e uma área de 122 km2. Ainda fazem parte a North Caicos (com 116 km2 e 1312 habitantes), a South Caicos (com 21 km2 e 1139 habitantes) e a Parrot Cay (com 6 km2 e 131 habitantes. A ilha de East Caicos — administrada pelo Distrito de South Caicos — é inabitada, sendo que os únicos habitantes da ilha de West Caicos — administrada pelo Distrito de Providenciales são os funcionários dos resorts hoteleiros.

## Clima

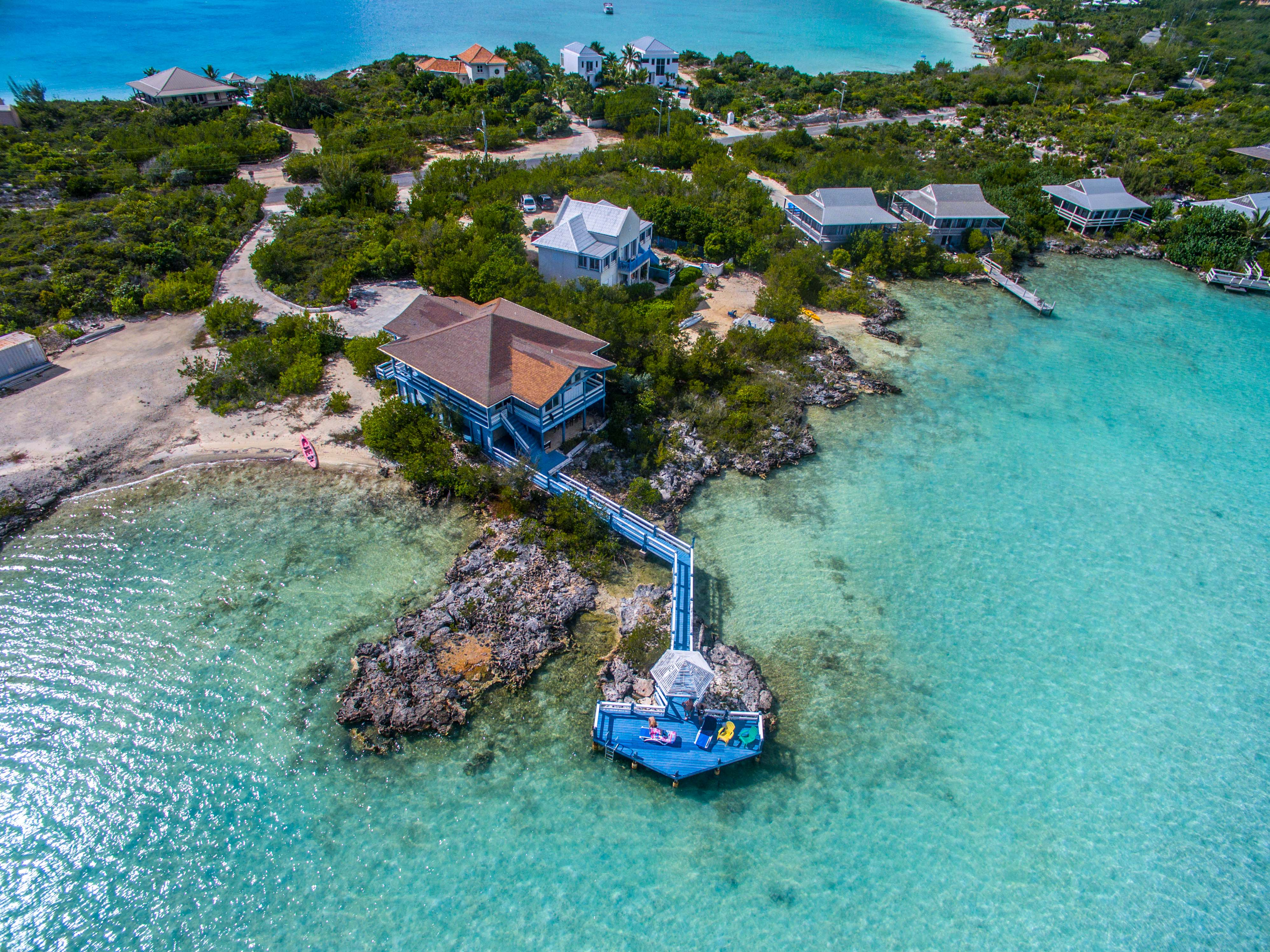
Clima ensolarado nas ilhas Turcas e Caicos

As Ilhas possuem um clima relativamente seco e tropical marinho ensolarado, com temperaturas relativamente estáveis ao longo do ano. As temperaturas no verão raramente são maiores que 33 °C e as temperaturas noturnas no inverno tampouco são menores que 18 °C.

## Política
As Ilhas Turcas e Caicos são um Território Ultramarino Britânico. Sendo assim, seu soberano é o Rei Carlos III do Reino Unido, representada por um governador apontado pela monarca, conforme indicação do Ministério das Relações Exteriores.
Com a eleição do primeiro ministro-chefe do território, J. A. G. S. McCartney, as ilhas adotaram uma constituição, em 30 de agosto de 1976 — denominado atualmente como Dia da Constituição, feriado nacional. Tal constituição foi suspensa em 1986, e restaurada e alterada em 5 de março de 1988. Uma nova constituição entrou em vigor em 9 de agosto de 2006, porém determinados trechos foram vetados e alterados em 2009. O sistema legal do território é baseado na common law inglesa, com uma pequena quantidade de leis adotadas da Jamaica e das Ilhas Bahamas. O sufrágio é universal para maiores de 18 anos.
Segundo a constituição de 2006, em seu trecho vetado, o chefe de governo era o premier, indicado pelo governador. O Conselho Ministerial era formado por três membros ex officio e cinco membros indicados pelo governador entre os membros do Poder Legislativo. Tal Poder era unicameral, com 21 assentos, sendo 15 de membros eleitos pela população para mandatos de 4 anos. Ocorreram eleições nas ilhas em 24 de abril de 2003 e em 9 de fevereiro de 2007, sendo que nesta última o Partido Progressista Nacional, liderado por Galmo Willians, conseguiu 13 assentos, e o Movimento Popular Democrático, liderado por Floyd Seymour, conseguiu 2 assentos.
Segundo a nova constituição, que entrou em vigor em outubro de 2012, o Poder Legislativo é composto por uma casa unicameral com 19 assentos, sendo 15 deles eleitos e 4 deles indicados pelo governador — entre os eleitos, 5 o eram por votação em todo o território e 10 o eram pelos distritos, e todos para um mandato de 4 anos. Após tais eleições, Rufus Ewing, do Partido Progressista Nacional, ganhou com maioria apertada e foi indicado premier.
Desde o dia 2 de julho de 1991 as Ilhas Turcas e Caicos são membros associados da Comunidade do Caribe (Comunidade das Caraíbas, em português europeu), mantém um escritório da Interpol. A Defesa do país é de responsabilidade do Reino Unido.

### Poder Judiciário
O Poder Judiciário é liderado por uma Suprema Corte, sendo que apelações são dirigidas à Corte de Apelações e apelações finais direcionadas ao Comitê Judicial de Conselheiros Monárquicos do Reino Unido. Fazem parte da Suprema Corte os juízes como Margaret Ramsay-Hale e Joan Loyner. A Corte de Apelações é composta por um presidente e por dois desembargadores.

## Demografia
A população das Ilhas Turcas e Caicos é de cerca de 31 458 habitantes.

### Etnia
A grande maioria da população é de raça mista (cerca de 61% de toda a população). Eles são uma mistura de descendentes de africanos e europeus. As pessoas de ascendência africana principalmente compõem o componente mais próximo de toda a população (cerca de 34%). Eles são os descendentes de escravos fugidos ou escravos africanos. Os escravos fugitivos vieram de ilhas próximas, como da ilha Espanhola (hoje dividida entre a República Dominicana e o Haiti) e, em menor extensão, de Cuba. Os grupos étnicos africanos mais comuns entre os habitantes das Ilhas Turcas e Caicos, são os acãs e ibos, e em menor escala do Congo. Os restantes 5% são descendentes de europeus, principalmente ingleses e holandeses.

### Língua
A língua oficial é o inglês, e a população também fala o crioulo das Ilhas Turcas e Caicos, similar ao crioulo das Bahamas. Devido à sua proximidade com Cuba e com a Ilha Hispaniola, diversas comunidades imigradas destes países, legal e ilegalmente, falam o crioulo haitiano e o espanhol de Cuba e da República Dominicana.

### Religião
De acordo com dados de 2001, 35,8% da população era composta por batistas, 11,7% de membros da Igreja de Deus, 11,4% por católicos, 10% de anglicanos, 9,3% de metodistas, 6% de adventistas do Sétimo Dia, 1,8% de testemunhas de Jeová e 14% de outros.
Os católicos são assistidos pela Missão "Sui Iuris" para Turcas e Caicos, trazida no ano de 1984 pela Diocese de Nassau.
| Religião em Turks e Caicos | Religião em Turks e Caicos | Religião em Turks e Caicos | Religião em Turks e Caicos | Religião em Turks e Caicos |
| -------------------------- | -------------------------- | -------------------------- | -------------------------- | -------------------------- |
| Religião                   |                            |                            | % aprox.                   |                            |
| Baptistas                  | Baptistas                  |                            | 40%                        | 40%                        |
| Anglicanos                 | Anglicanos                 |                            | 18%                        | 18%                        |
| Metodistas                 | Metodistas                 |                            | 16%                        | 16%                        |
| Igreja de Deus             | Igreja de Deus             |                            | 12%                        | 12%                        |
| Outras religiões           | Outras religiões           |                            | 14%                        | 14%                        |

### Cultura
As Ilhas Turcas e Caicos são muito conhecidas pela música ripsaw. As ilhas são conhecidas pelo seu Festival anual Musical e Cultural, apresentando diversos talentos locais e outras performances variadas de diversas celebridades do Caribe e dos Estados Unidos.
Nas maiores ilhas das Ilhas Caicos, as mulheres continuam produzindo artesanato usando palha, para fazer cestos e chapéus. É possível que tal tradição esteja relacionada aos africanos libertados entre 1830 e 1841 de navios negreiros naufragados.
Os esportes mais populares são a pescaria, a vela, o futebol e o críquete, que é considerado o esporte nacional.
A gastronomia das ilhas é fundada principalmente em frutos do mar, especialmente o caramujo. Dois pratos populares, embora não tradicionalmente locais, são as fritadas de caramujo e a salada de caramujo.

### Cidadania

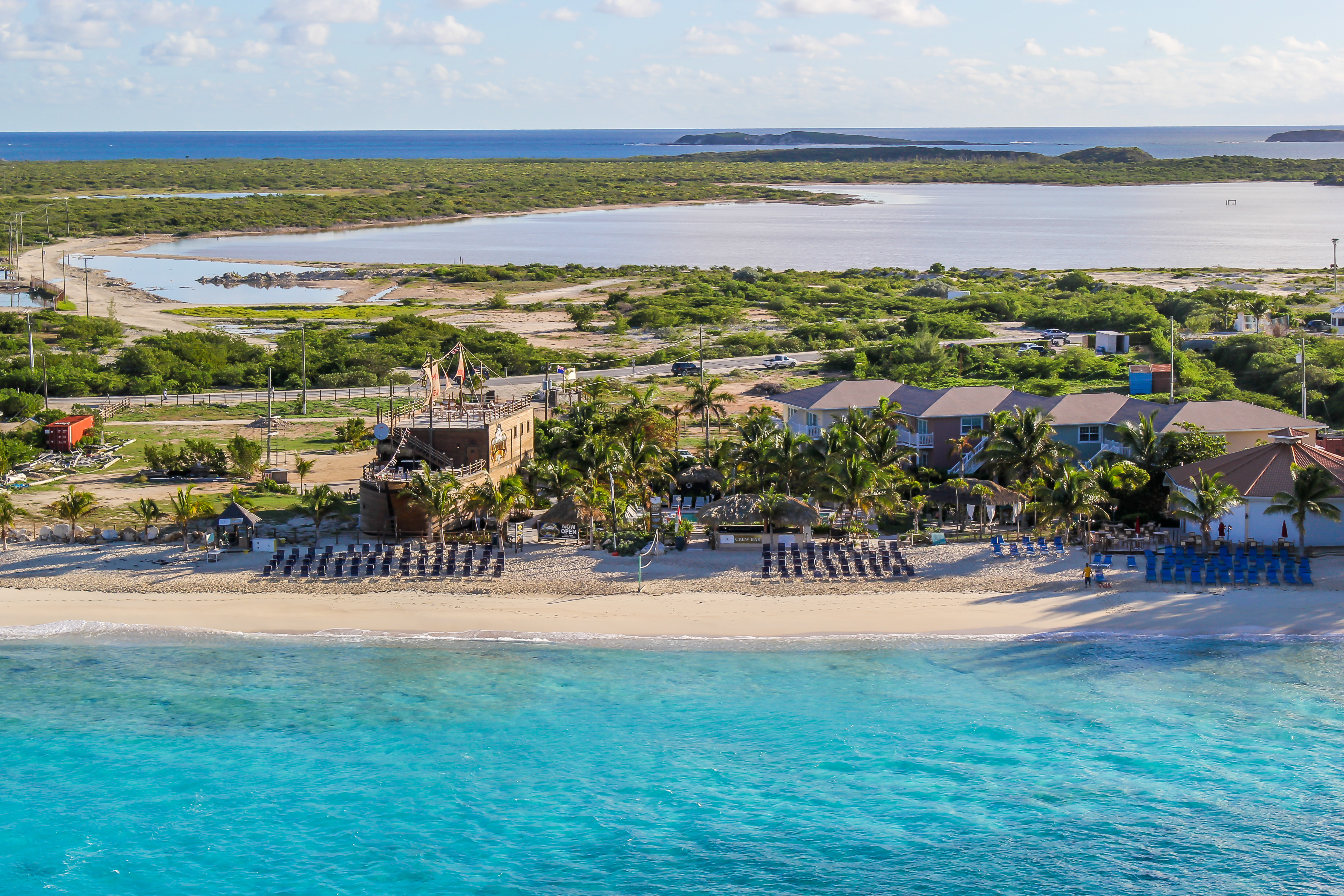
As ilhas Turcas e Caicos

Como as ilhas Turcas e Caicos são um Território Ultramarino Britânico e não um país independente, as ilhas não têm o direito de conferir uma cidadania específica à sua população. Entretanto, toda as populações dos Territórios Ultramarinos Britânicos possuem a mesma nacionalidade: Cidadão dos Territórios Ultramarinos Britânicos, conforme definido pela Lei da Nacionalidade Britânica de 1981 e subsequentes emendas. Esta cidadania, no entanto, não dá o direito de viver em qualquer Território Ultramarino Britânico, incluindo o território em que a pessoa nasceu. Entretanto uma nova lei vigorada a partir de 26 de Fevereiro de 2002, concede a todos os Cidadão dos Territórios Ultramarinos Britânicos o direito a plena cidadania britânica, podendo assim terem livre acesso ao Reino Unido e qualquer um dos 27 países da UE. Os direitos usualmente associados à tal cidadania derivam do denominado status de pertencimento, e os nativos das ilhas ou seus descendentes são chamados de pertencentes.

## Infraestrutura

### Educação
A educação é gratuita e obrigatória para crianças entre as idades de 5 e 16 anos. O ensino primário dura por 6 anos e o ensino secundário, por 5 anos. Ao longo dos anos 90, as ilhas criaram o Projeto de Ensino do Professor Interno de Ensino Primário, em um esforço para aumentar as suas competências como professores do ensino primário, um quarto dos quais, à época, eram tidos como não qualificados. As ilhas também investiram no remodelamento de suas escolas primárias, reduzindo os custos dos cadernos e adquirindo material escolar e equipamentos básicos para as escolas. Exemplificando: em setembro de 1993, cada escola primária recebeu livros suficientes para estabelecer pequenas bibliotecas em cada uma das classes. Em 2001, a quantidade de estudantes para professores em nível primário estava na razão de 15 para 1. Além disso, o Colégio Comunitário das ilhas Turcas e Caicos oferece ensino superior aos estudantes que concluíram o ensino secundário, além de organizar um programa de alfabetização adulta. O Ministério da Saúde, Educação, Juventude, Esportes e Integração Feminina cuida dos assuntos ligados à educação no país.

### Saúde
As ilhas estabeleceram um sistema nacional de saúde em 2010. Seus residentes contribuem para um Programa de Seguro de Saúde Nacional através de dedução salarial e taxas nominais pagas por cada usuário do sistema. A maioria dos tratamentos é fornecida por parcerias público-privadas em hospitais nas ilhas de Providenciales e Grande Turca. Além disso, existem uma série de clínicas estatais e privadas. Existe um hospital, aberto em 2010, que é administrado pela Interhealth Canada desde 2012.

## Divisão administrativa
As Ilhas Turcas e Caicos são compostas por seis distritos agrupados em dois grupos de ilhas: as ilhas Caicos e as ilhas Turcas.
Ilhas Caicos
- Principais ilhas:
  - Caicos Central (Middle Caicos) com capital distrital em Conch Bar;
  - Caicos do Norte (North Caicos) com capital distrital em Bottle Creek;
  - Caicos do Sul e Caicos do Leste ou (South Caicos and East Caicos), com capital distrital em Cockburn Harbour;
  - Providenciais e Caicos do Oeste (Providenciales and West Caicos), com capital distrital em Blue Hills;
  - Cayo Ambergris (Ambergris Cay)
- Ilhas menores:
  - Cayo Pine (Pine Cay)
  - Cayo Parrot (Parrot Cay)

Ilhas Turcas
As ilhas Turcas são divididas em dois distritos:
- Cayo Sal (Salt Cay), com capital distrital em Balfour Town
- Ilha Grande Turca (Grande Turca), com capital distrital em Cockburn Town, que é também a capital das Ilhas

## Economia

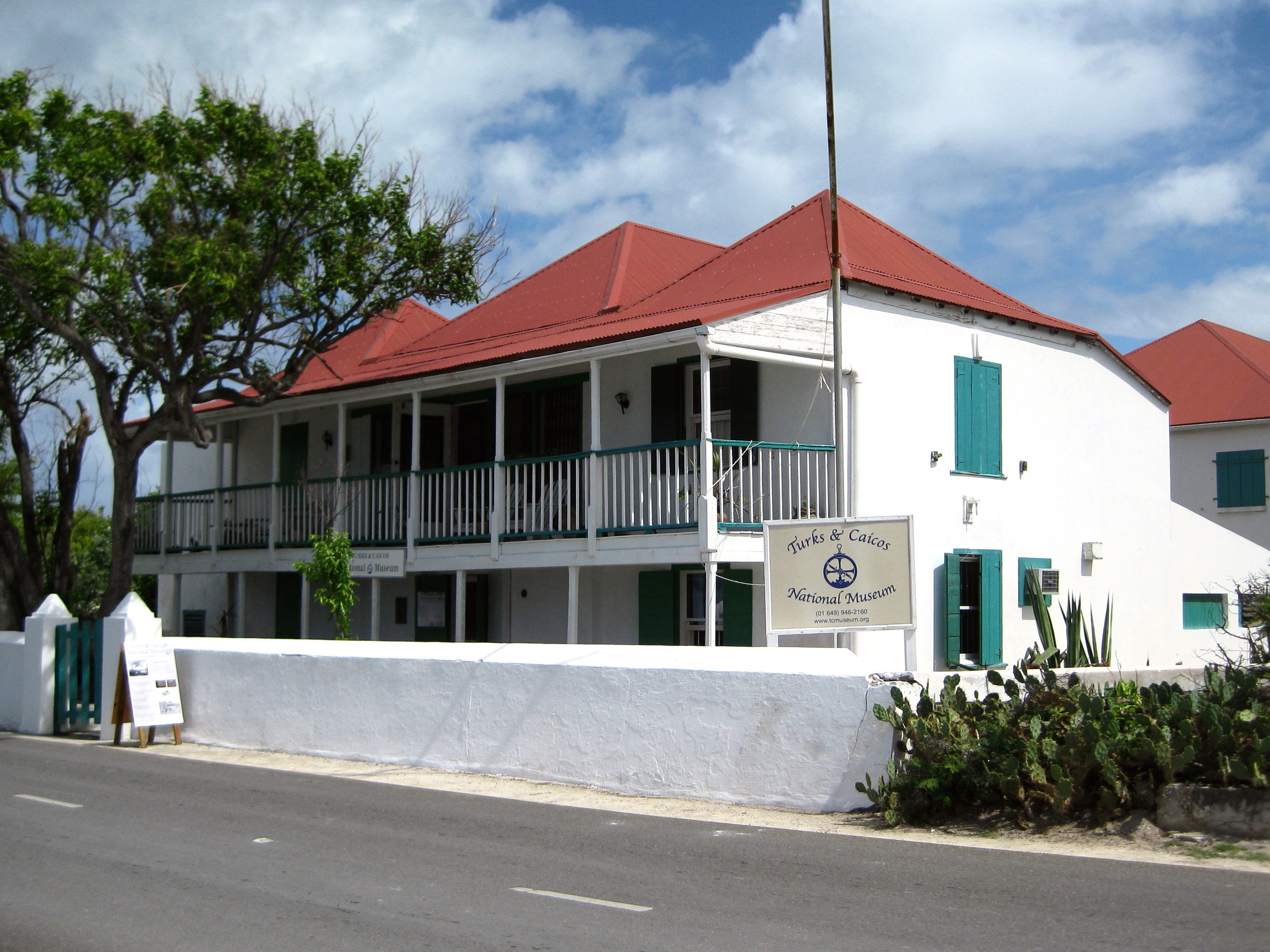
Museu nacional de Turcas e Caicos

Em 2006, o PIB das ilhas era dividido pelos seguintes setores: hotéis e restaurantes (23,27%); serviços financeiros (29,64%); construção civil (48,71%); comércio de varejo (20,89%); e trabalho social e de saúde (10,83%). A maioria dos bens capitais e da comida para consumo doméstico é importada.
Em 2006, os recursos governamentais vinham das taxas de importação (37%), taxas de selos em transferências de propriedade (20%), licenças de trabalho e impostos sobre a propriedade (9%), e impostos sobre o turismo (9%). O Produto Doméstico Bruto do território, no fim de 2006, era de aproximadamente 722 milhões de dólares americanos, com uma taxa de inflação anual de 3,7%.

### Turismo

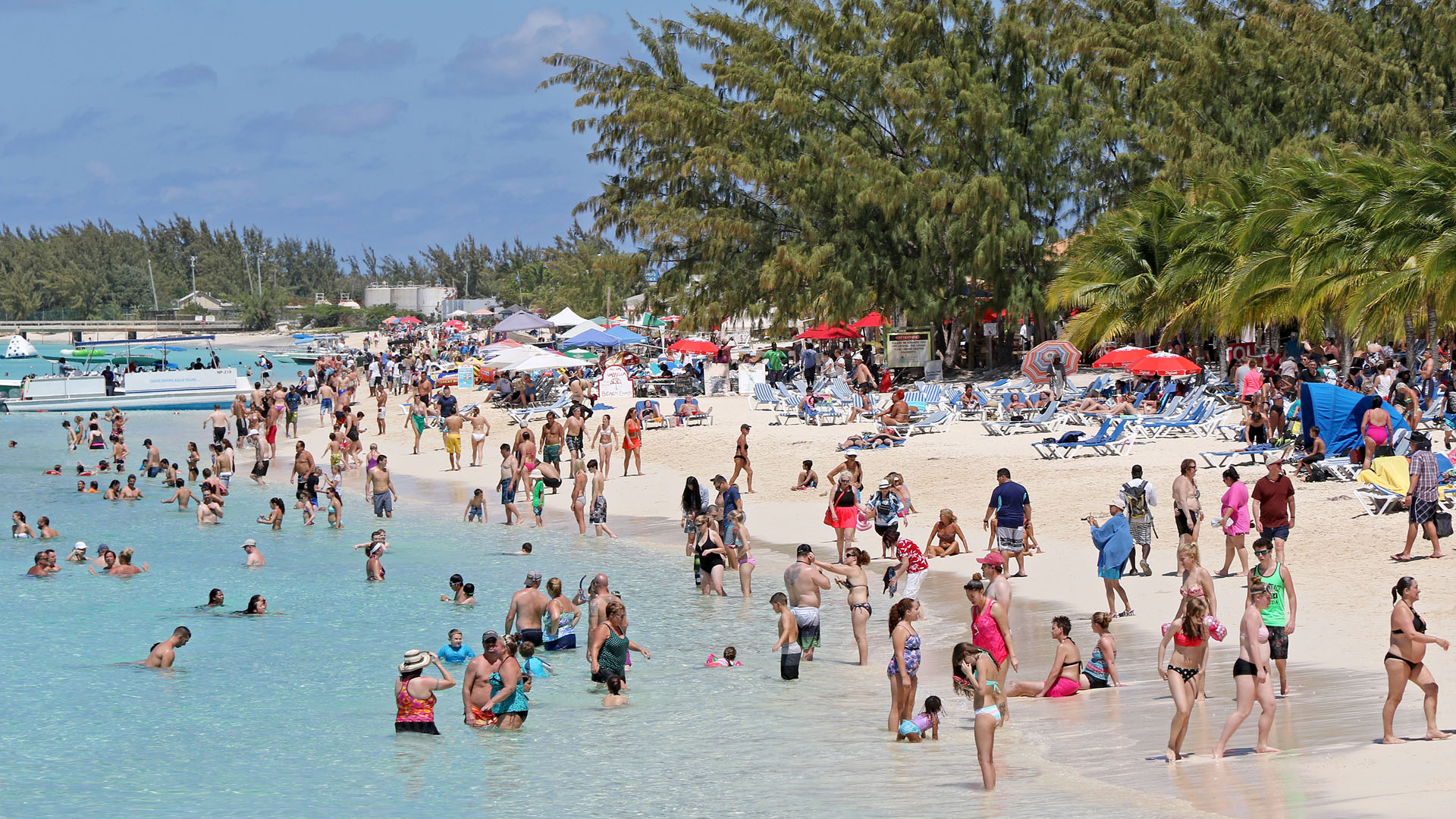
Turistas nas ilhas Turcas e Caicos, nas Caraíbas

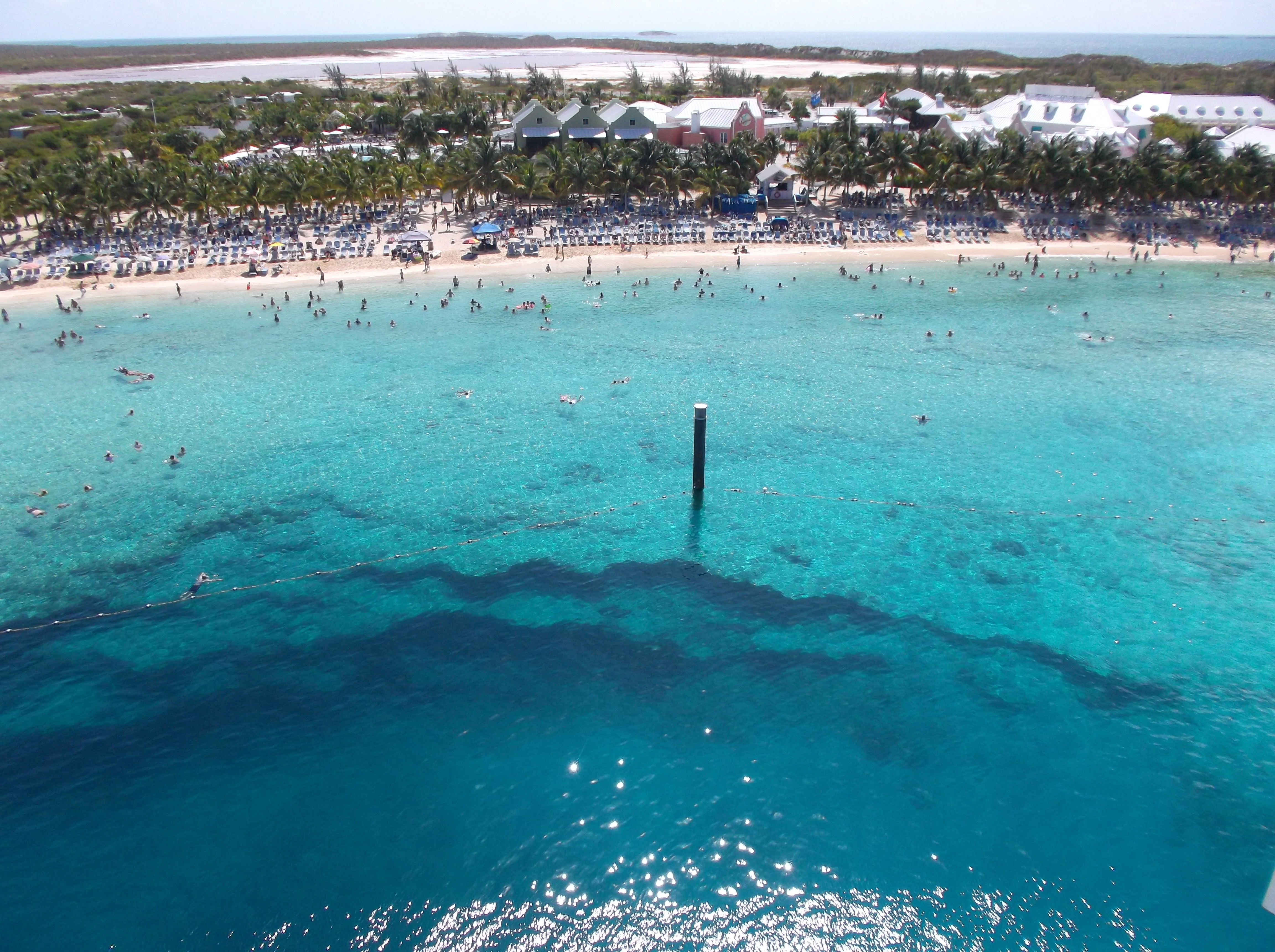
Sunray Beach, Grand Turca.

Em 1996, os Estados Unidos eram a principal origem de turistas das ilhas, respondendo por mais da metade dos 87 000 visitantes anuais, sendo os canadenses o segundo principal grupo. Em 2007, os visitantes anuais já eram 264 887.
Neste sentido, o governo das ilhas adotou uma estratégia dupla para aumentar o turismo. Resorts renomados foram construídos para os turistas ricos, enquanto um novo porto para cruzeiros e um centro recreacional foi construído para turistas menos abastados visitando a Ilha de Grande Turca. Além disso, as Ilhas Turcas e Caicos possuem um dos recifes mais longos do mundo, tornando-se uma das principais destinações do mundo para mergulho.
A rede de hotéis francesa do Club Med possui um resort all-inclusive apenas para adultos, denominado "Turkoise", na ilha de Providenciales.
Diversas estrelas de Hollywood construíram casas nas ilhas, tais como Dick Clark e Bruce Willis, assim como executivo artístico Eric Edmeades. Ben Affleck e Jennifer Garner se casaram em Parrot Cay em 2006. A atriz Eva Longoria e seu ex-marido Tony Parker foram para as ilhas em sua lua-de-mel em julho de 2007.
De modo a impulsionar o turismo durante a temporada caribenha baixa do final do verão, desde 2003 o Conselho de Turismo das ilhas organiza uma série de concertos chamado Festival Cultural e Musical de Turcas e Caicos. Organizado em Providenciales por uma semana, o festival já trouxe diversos artistas internacionais importantes, tais como Lionel Richie, LL Cool J, Anita Baker, Billy Ocean, Alicia Keys, John Legend, Kenny Rodgers, Michael Bolton, Ludacris, Chaka Khan e Boyz II Men, com um público anual estimado em 10 000 participantes.

## Biodiversidade
As Ilhas Turcas e Caicos são um importante ponto geográfico de biodiversidade. As ilhas possuem diversas espécies endêmicas e muitas outras de importância internacional, devido às condições geográficas criadas pelo mais antigo depósito de sal do Caribe. A variedade de espécies inclui algumas endêmicas, tais como lagartos, cobras, insetos e plantas, além de organismos marinhos. Ainda, as ilhas são um importante ponto de acasalamento de aves marinhas.
O Reino Unido e as Ilhas Turcas e Caicos têm responsabilidade solidária sobre pela conservação e preservação do meio ambiente, de modo a cumprir requisitos determinados por tratados ambientais internacionais. Devido à sua importância, as ilhas fazem parte da lista de territórios do Reino Unido que pleiteiam a denominação de Patrimônio Mundial da UNESCO.

## Transporte
O Aeroporto Internacional de Providenciales é o meio de entrada principal para as Ilhas Turcas e Caicos. No total, existem 7 aeroportos, localizados em cada uma das ilhas povoadas. 5 deles possuem pistas de pouso asfaltadas (três das quais têm aproximadamente 2 000 m de comprimento, tendo as remanescentes aproximadamente 1 000 m), sendo as outras duas não asfaltadas.
As ilhas possuem 121 km de estradas, sendo 24 km de vias pavimentadas e 97 km de vias não pavimentadas. Da mesma forma que nas Ilhas Virgens Norte-americanas e nas Ilhas Virgens Britânicas, os carros dirigem pela faixa da esquerda, com direção no lado esquerdo.
Os principais portos internacionais das ilhas são em Grande Turca e em Providenciales.
Por fim, as ilhas não possuem ferrovias significativas. Durante o início do século XX, a Ilha de East Caicos operava uma ferrovia de transporte de sisal a cavalos, das plantações ao porto. A rota de 14 km foi demolida depois que o comércio de sisal cessou.

## Esportes
O esporte nacional da ilha é o críquete e a sua equipe nacional participa do Campeonato de Críquete das Américas. Existem duas ligas domésticas, sendo uma em Grande Turca e a outra em Providenciales.
Até quatro de julho de 2012, a seleção de futebol de Turcas e Caicos ocupava a última colocação no ranking geral de todos os países, no 205º lugar. No dia 09 de fevereiro de 2017, ocupava a 201° lugar do Ranking.
- Seleção de Futebol

### Nativos das Ilhas Turcas e Caicos
- Trevor Ariza, jogador de basquete profissional da NBA pelo Houston Rockets.
- Gavin Glinton, jogador de futebol profissional na Liga Vietnamita de Futebol pelo Nam Định F.C.
- Delano Williams, corredor profissional.

## Literatura
As Ilhas Turcas e Caicos aparecem no best seller de Frederick Forsyth Icon, que foi editado com o nome de O Manifesto Negro. Na novela, o protagonista Jason Monk, antigo espião da CIA que havia trabalhado na Divisão Soviética, já retirado, vive nestas ilhas como patrão da embarcação Foxy Lady.
Também no romance de Danielle Steel Family Ties a protagonista Annie passa um final de semana inesquecível com seu novo namorado Tom nas Ilhas Turcas e Caicos.